# St.-Johannis-Friedhof (Hannover-Südstadt)

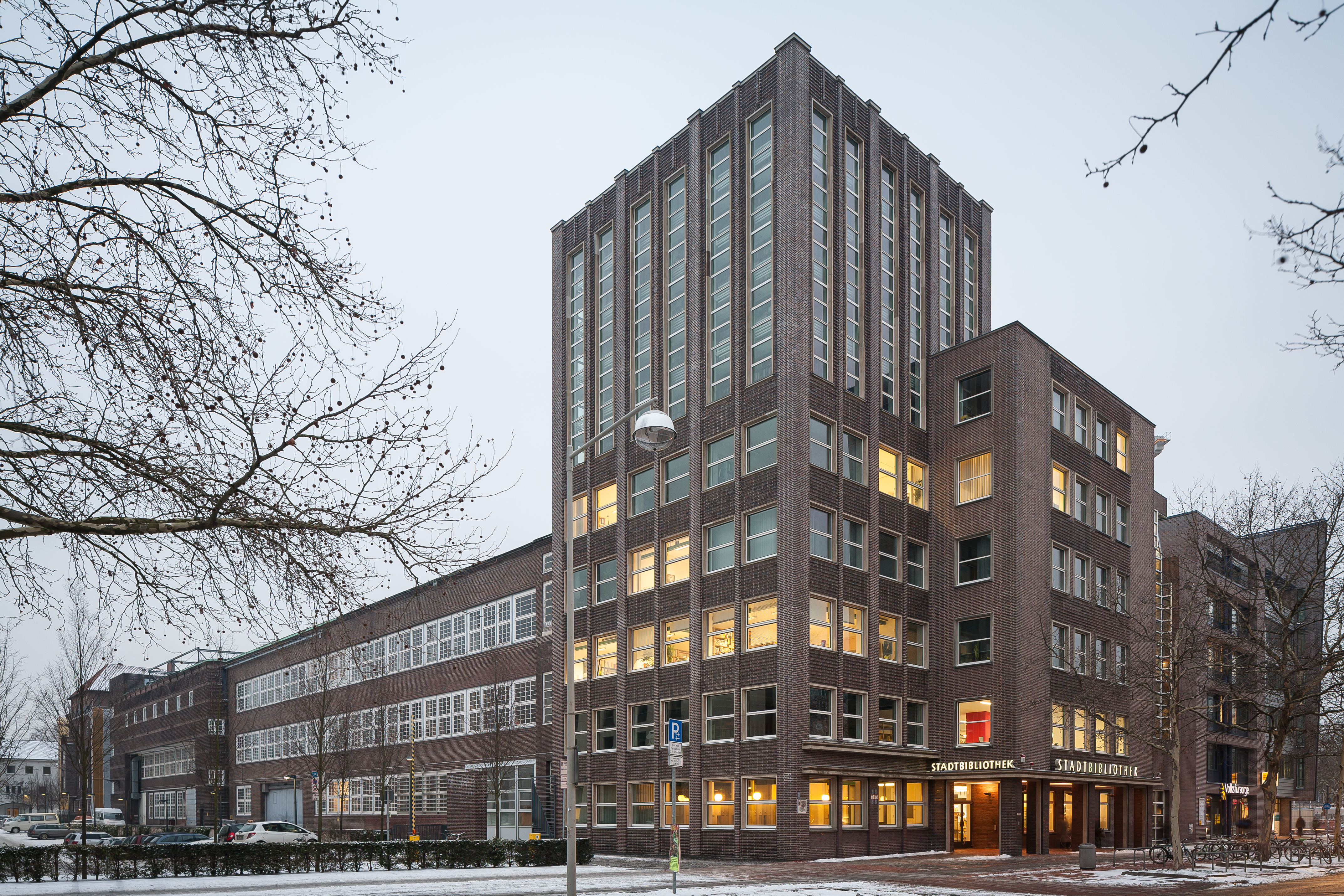
Der Turm der Stadtbibliothek Hannover und das Magazin der Städtischen Bühnen auf ehemaligem Friedhofsgelände zwischen Hildesheimer Straße und Maschstraße

Der St.-Johannis-Friedhof (auch: Katholischer Friedhof) in Hannover war ein im 17. Jahrhundert von der ersten katholischen Gemeinde in der Calenberger Neustadt (heute: Gemeinde der Basilika St. Clemens) angelegter Begräbnisplatz. Das Areal „vor dem Aegidientore“ erstreckte sich von der Höltystraße über die Hildesheimer Straße in Höhe der heutigen Stadtbibliothek bis zur Maschstraße im (heutigen) Stadtteil Südstadt.

## Geschichte

Der Soldatenfriedhof und der katholische Friedhof vor dem Gasthaus König von Hannover 1825 links der Hildesheimer Straße im Verlauf der heutigen Höltystraße;
Tuschzeichnung von 1825, unbekannter Künstler; Original im Besitz des Historischen Museums Hannover

Die Entstehung des St.-Johannis-Friedhofs steht im Zusammenhang mit der Residenznahme der Stadt Hannover durch Herzog Georg von Calenberg 1636, mitten im Dreißigjährigen Krieg. Kurz nach dem Westfälischen Frieden 1848 konvertierte sein Sohn und Nachfolger Johann Friedrich 1651 zum katholischen Glauben.
Laut der Chronik von Johann Heinrich Redecker hatte Johann Friedrich den Patres des Kapuzinerordens ein Absteigehaus errichten lassen, zugleich das „Sommerhaus der Kapuzinermönche“, außerhalb der Stadtbefestigung Hannovers, „vor dem Aegidientore“. Auf einem Teil des dortigen „Patergartens“ wurde ab 1669 nun mit der Anlage des St.-Johannis-Friedhofs begonnen. Er soll erst vier Jahre später 1673 geweiht und nach seinem herzoglichen Stifter benannt worden sein.

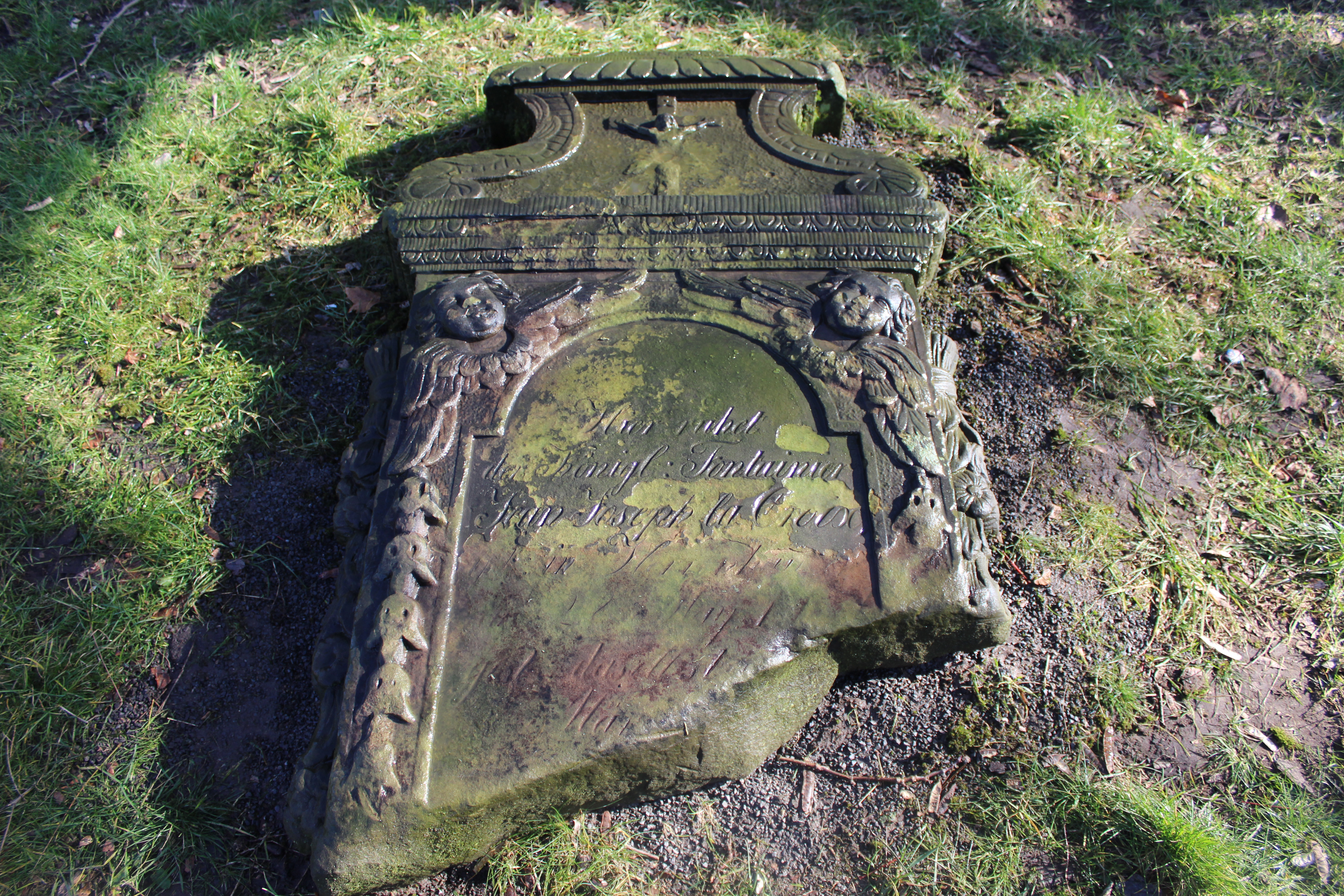
Bruchstück des vom katholischen Friedhof St.-Johannis-Friedhof auf den Alten St.-Nikolai-Friedhof versetzten denkmalgeschützten Grabmals für Jean Joseph La Croix (1737–1828), zuvor vermutlich für Pierre La Croix (um 1660–1729) verwendet

Während die Bürger der Stadt Hannover nach der Reformation dann ab 1588 nur noch Einwohner protestantischen Glaubens geduldet hatten, wurde nun Niels Stensen 1677 zum Apostolischen Vikar ernannt. So bildete sich statt in Hannover nun in der neuen, der Calenberger Neustadt, zaghaft die erste katholische Gemeinde nach einem 30-jährigen Krieg um Macht und rechten Glauben – die Gemeinde St. Clemens entstand.
Nachdem jedoch schon seit dem 16. Jahrhundert die Kirchhöfe von den Kirchen gelöst und zumeist im unmittelbaren Umland der Städte als Friedhöfe neu angelegt wurden, wurde, nachdem noch mitten im Krieg der bereits 1645 vor dem Aegidientore benannte Invaliden- und Soldatenfriedhof an die Hildesheimer Straße angelegt worden war, nach dem Abbruch der dortigen Marienkapelle und neben dem Sommerhaus der Kapuzinermönche 1669 nun auch der Katholische Friedhof eingerichtet und 1783 geweiht. 1692 wurde der Friedhof zur Maschstraße hin erweitert.
Bedingt durch die Industrialisierung und das Wachsen der Stadt wurde der katholische St.-Johannis-Friedhof aufgegeben und 1926 eingeebnet. An seiner Stelle wurde 1929 bis 1931 durch den Architekten Hans Bettex der Ursprungsbau der Stadtbibliothek Hannover angelegt, entstand unter der Leitung des Stadtbaurats Karl Elkart ein ganzer Komplex städtischer Bauten mit dem Magazin und den Werkstätten der Städtischen Bühnen, der zur Maschstraße hin mit einem Wohnhaus abgeschlossen wurde.

## Bedeutende Grabsteine

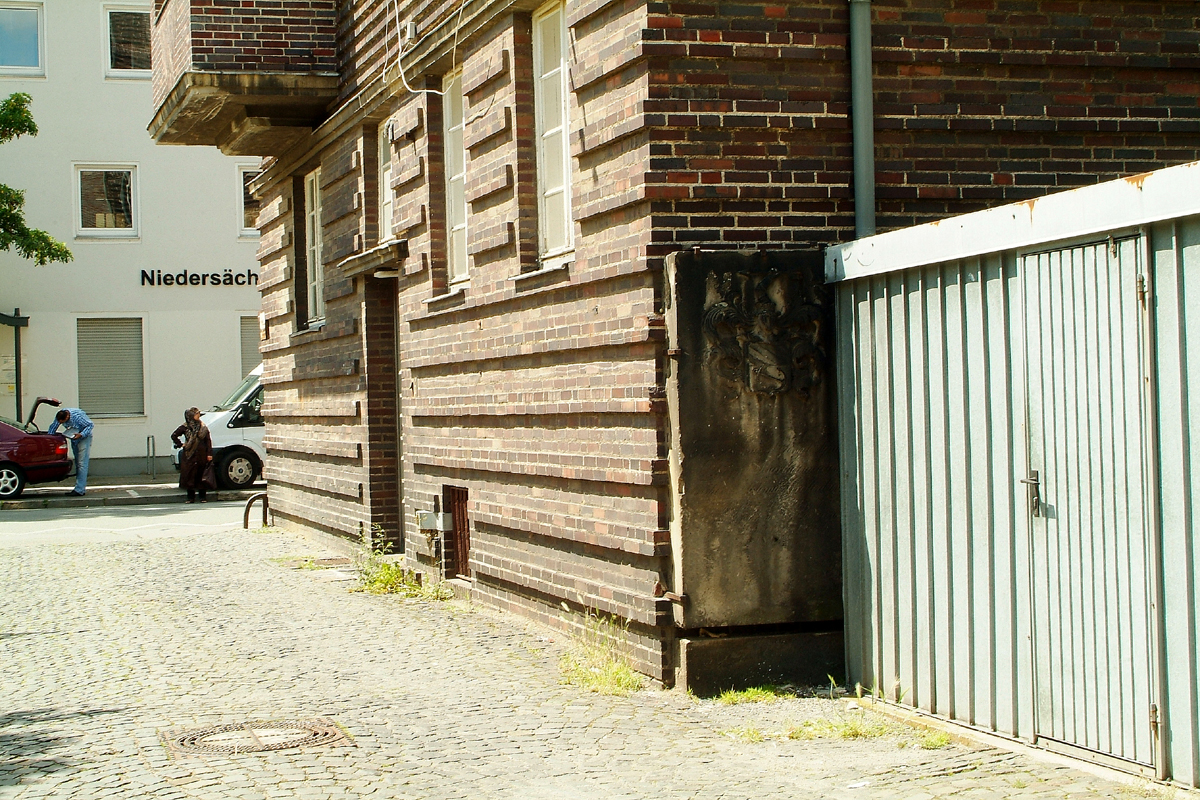
Grabstein des Freiherrn Franz Edmund Josef von Schmitz-Grollenburg an der Rückwand der Maschstraße 19

- Der letzte vor Ort erhaltene Grabstein findet sich an der Rückwand des den Gebäudekomplex abschließenden Wohnhauses an der Maschstraße. Dabei handelt es sich um die Stele für den Freiherrn Franz Edmund Josef von Schmitz-Grollenburg.[9]

Laut Arnold Nöldeke waren 1926 jedoch noch folgende Grabmäler erhalten:
- Standmal des Simon Tronen (1668–1717), ähnlich der Abbildung Nr. 158 bei Carl Schuchhardt: Die hannoverschen Bildhauer der Renaissance (1909);
- Standmal des Edmund Wilh. Mihen von 1817, ähnlich wie der vorige, wiederverwendet, gefertigt von einem Meister im ersten Drittel des 18. Jahrhunderts;
- Standmal des Jean Joseph La Croix, wiederverwendet, zuvor vermutlich für dessen Großvater Pierre La Croix († 1729) angefertigt,[2][10] später auf den Alter St.-Nikolai-Friedhof versetzt.[11]

## Bekannte Abbildungen des Friedhofes (Auswahl)
- Eine 1825 datierte Tuschzeichnung eines unbekannten Künstlers zeigt, gesehen vom Süden der belebten Hildesheimer Straße, den Soldaten- und den katholischen Friedhof nebeneinander und vor dem Gasthof König von Hannover. Durch die Luftangriffe auf Hannover im Zweiten Weltkrieg und die folgende Hochwasserkatastrophe 1946 ging das Original verschollen, es existiert jedoch eine Reproduktion nach einem Klischeedruck.[12]
- Laut Arnold Nöldeke fertigte eine Abbildung des bei dem Friedhof gelegenen Kapuziner-Absteigehauses der Maler Johann Joachim Zeuner,[2] dessen originale und sämtlich 1775 datierte Tuschzeichnungen sich in der Gottfried Wilhelm Leibniz Bibliothek – Niedersächsische Landesbibliothek finden.[13]